# Wito De Meulder
Wito (Aloysius) De Meulder (Leuven, 16 april 1959 - aldaar, 11 maart 1994) was een Belgische ultra-triatleet en mediapersoonlijkheid.

## Biografie
De Meulder studeerde in 1983 af als bioloog aan de KU Leuven, waar zijn vader werkzaam was als professor. Aan het Lemmensinstituut genoot hij vervolgens een opleiding tot klassiek pianist. Naast deze opleiding verwierf hij vaardigheden in negen verschillende talen.
De Meulder raakte voornamelijk bekend door zijn sportieve prestaties. Na een start als marathonatleet stapte hij in 1988 over naar de triatlon. De marathon was hem niet zwaar genoeg. Hij startte met kwarttriatlons om na enkele maanden over te schakelen op het lopen van volledige triatlons. Niet veel later stapte hij over op de dubbele triatlon of ultra-triatlon (7,6 kilometer zwemmen, 360 kilometer fietsen, twee marathons).
In 1992 won hij in deze discipline de wereldbeker, onder meer dankzij overwinningen in de drie zwaarste races uit het circuit: Huntsville (Alabama), Lelystad en Colmar. In Colmar brak De Meulder in juni van dat jaar het toenmalige wereldrecord en bracht het op 20 uur, 24 minuten en 38 seconden. Enkele maanden later zou zijn landgenoot Mario Huys dit nog scherper stellen. In juli 1993 kondigde hij verrassend het einde van zijn loopbaan aan, nota bene kort voor een speciaal voor hem door de stad Leuven georganiseerde dubbele triatlon. Dit omwille van een gebrek aan ambitie (hij vond dat hij alles in de sport had bereikt wat hij gewenst had).
In de laatste jaren van zijn leven genoot De Meulder meer bekendheid door zijn optredens in televisieprogramma's als quizzen en talkshows op VTM. Zo was hij een jaar lang vast panellid in de Wies Andersen Show. Vijf weken voor zijn 35e verjaardag pleegde hij zelfmoord. In het Sportimonium wordt een van zijn triatlonhelmen bewaard.